# Second Genesis
Second Genesis – drugi album studyjny amerykańskiego saksofonisty jazzowego Wayne’a Shortera, nagrany w 1960, lecz wydany po raz pierwszy w 1974 roku z numerem katalogowym VJS 3057 nakładem Vee-Jay Records.

## Lista utworów
Opracowano na podstawie materiału źródłowego.
Wydanie LP
Strona A
| Nr | Tytuł utworu       | Muzyka                    | Długość |
| -- | ------------------ | ------------------------- | ------- |
| 1. | „Ruby & the Pearl” | Ray Evans, Jay Livingston | 5:53    |
| 2. | „Pay as You Go”    | Wayne Shorter             | 3:39    |
| 3. | „Second Genesis”   | Shorter                   | 4:09    |
| 4. | „Mr. Chairman”     | Shorter                   | 3:13    |
|    |                    |                           | 16:54   |

Strona B
| Nr | Tytuł utworu                     | Muzyka                                | Długość |
| -- | -------------------------------- | ------------------------------------- | ------- |
| 1. | „Tenderfoot”                     | Shorter                               | 3:24    |
| 2. | „The Albatross”                  | Shorter                               | 5:21    |
| 3. | „Getting to Know You”            | Oscar Hammerstein II, Richard Rodgers | 4:16    |
| 4. | „I Didn’t Know What Time It Was” | Lorenz Hart, Rodgers                  | 5:12    |
|    |                                  |                                       | 18:13   |

## Twórcy
Opracowano na podstawie materiału źródłowego.
Muzycy:
- Wayne Shorter – saksofon tenorowy
- Cedar Walton – fortepian
- Bob Cranshaw – kontrabas
- Art Blakey – perkusja

Produkcja:
- Jan Deen – fotografia na okładce
- Leonard Feather – liner notes